# Нагорний Ростислав Васильович
Ростисла́в Васи́льович Наго́рний (нар. 14 січня 1948, Тетильківці, Шумський район) — український педагог, директор Надвірнянського коледжу Національного транспортного університету.

## Життєпис
У 1972 році закінчив Львівський політехнічний інститут.
У 1994 році був призначений на посаду директора Надвірнянського коледжу Національного транспортного університету.
Очолює раду директорів вищих навчальних закладів I—II рівнів акредитації Івано-Франківської області.

## Нагороди та відзнаки
- Почесна грамота Міністерства освіти і науки України,
- Почесна грамота Верховної Ради України,
- Грамота Івано-Франківської обласної державної адміністрації
- Грамота обласного управління освіти і науки,
- Пам'ятна медаль «10 років Незалежності України»,
- Нагрудний знак «Відмінник освіти України»,
- Нагрудний знак «Почесний автотранспортник України»
- «Заслужений працівник освіти України» (2008).
- Відзнака Президента України — ювілейна медаль «25 років незалежності України» (2016).[1]